# Manuel da Costa (Fußballspieler, 1986)
Manuel Marouane da Costa Trindade Senoussi (* 6. Mai 1986 in Saint-Max, Frankreich) ist ein ehemaliger marokkanisch-portugiesischer Fußballspieler.

## Karriere

### Verein
Da Costa ist Abwehrspieler und wird zumeist in der Innenverteidigung eingesetzt. Er begann seine Profikarriere 2005 bei AS Nancy in Frankreich und gewann dort den Ligapokal. Nach einer Saison wechselte er zu PSV Eindhoven in die niederländische Eredivisie. Mit Eindhoven wurde da Costa zweimal Meister und spielte auch in der UEFA Champions League. Nach guten Leistungen wechselte er zum italienischen Erstligisten AC Florenz. In Florenz absolvierte er lediglich zwei Bewerbsspiele und im Januar 2009 für ein halbes Jahr zu Sampdoria Genua verliehen. In Genua absolvierte er vier Partien, davon eine im UEFA-Pokal. Nach Ende des Leihgeschäfts wurde er im Zuge eines Tauschgeschäfts zu West Ham United transferiert. Im Gegenzug wechselte Savio Nsereko nach Italien. Seit er 2011 bei Lokomotive Moskau unter Vertrag steht, konnte er sich bei den Russen nicht durchsetzen, sodass er in der Saison 2012/13 in seine Heimat, an Nacional Funchal verliehen wurde. Im Sommer 2013 wechselte Da Costa in die türkische Süper Lig zu Sivasspor. Nachdem er zwei Spielzeiten für Sivasspor tätig gewesen war, wechselte er zur Saison 2015/16 zu Olympiakos Piräus. Dort gewann er zwei Mal die griechische Meisterschaft. Im Sommer 2017 kehrte er mit seinem Wechsel zum Erstligisten Istanbul Başakşehir in die Türkei zurück. Während der Wintertransferperiode 2018/19 wechselte er zu Ittihad FC. Seit dem Wintertransfer-Fenster 2019/2020 stand er in der höchste türkische Spielklasse, der Süper Lig, bei Trabzonspor unter Vertrag und gewann dort am Saisonende den nationalen Pokal. Anschließend spielte er jeweils ein halbes Jahr für den Ligarivalen BB Erzurumspor sowie Waasland-Beveren aus Belgien. Ab dem Sommer 2022 stand da Costa beim luxemburgischen Erstligisten F91 Düdelingen unter Vertrag, doch dieser wurde nach nur zwei Monaten aus persönlichen Gründen wieder aufgelöst. In dieser Zeit absolvierte der Verteidiger sechs Pflichtspiele für den Verein, darunter vier Partien in der Qualifikation zur UEFA Champions League.

### Nationalmannschaft
Manuel da Costa wurde in Frankreich als Sohn eines portugiesischen Vaters und einer marokkanischen Mutter geboren und konnte deshalb wählen, ob er für die französische, marokkanische oder portugiesische Nationalmannschaft spielen wollte. Obwohl er kaum Portugiesisch beherrscht, entschied er sich zunächst für Portugal. Er absolvierte 16 Spiele (2 Tore) für dessen U-21 Nationalmannschaft, zudem stand er bereits mehrmals im Kader für das A-Nationalteam, wurde aber in keinem Spiel eingesetzt. Da Costa spielte anschließend aber für Marokkos A-Team und kam dort am 23. Mai 2014 beim 4:0-Sieg im Freundschaftsspiel gegen Mosambik zu seinem ersten Einsatz. Am 5. September 2014 absolvierte er beim 3:0-Erfolg im Qualifikationsspiel für den Afrika-Cup 2017 gegen São Tomé und Príncipe sein erstes Pflichtspiel für Marokko, sodass er nunmehr nur noch für dieses Land spielberechtigt war. Mit Marokko nahm er 2017 dann auch am Afrika-Cup teil, in der man im Viertelfinale mit 0:1 an Ägypten scheiterte. Beim 2:0-Erfolg im Freundschaftsspiel gegen Usbekistan am 27. März 2018 erzielte da Costa sein erstes Tor für Marokko. Er stand im Kader Marokkos für die Fußball-Weltmeisterschaft 2018. Nach einem 2:2-Unentschieden gegen Spanien und zwei 0:1-Niederlagen gegen Portugal und den Iran schied Marokko als letzter der Gruppe B aus dem Turnier aus. Da Costa stand in den ersten beiden Partien in der Startelf und wurde gegen den Iran eingewechselt. Bis zu seiner letzten Partie im Sommer 2019 absolvierte er insgesamt 39 Länderspiele und traf dabei ein Mal.

## Erfolge
- Französischer Ligapokalsieger: 2006
- Niederländischer Meister: 2007,  2008
- Griechischer Meister: 2016,  2017
- Türkischer Pokalsieger: 2020